# 분열 (종교)
분열 또는 분열주의(영어: schism)은 보통 조직, 운동 또는 종교 교파에 속한 사람들 사이의 분리를 의미한다. 이 용어는 이전에 단일한 종교 단체였던 곳에서의 분열, 예를 들어 동서교회 대분열이나 서방교회 대분열에 자주 사용된다. 이는 비종교적 조직이나 운동 내에서의 분열, 또는 더 넓게는 형제, 친구, 연인 등 두 명 이상의 사람들 사이의 분리에도 사용될 수 있다.
종교에서 분열주의는 이단죄와 구별되는데, 분열주의는 믿음이나 교리의 차이가 아니라 분열의 조장 또는 상태, 특히 목회적 관할권과 권위가 다른 집단들 사이의 분열을 의미하기 때문이다. 그러나 분열은 종종 상호 이단 혐의와 대배교론 혐의를 수반한다. 로마 가톨릭의 가르침에 따르면, 모든 이단은 분열이지만, 이단죄가 추가되지 않은 분열도 있을 수 있다. 그러나 자유주의적 개신교는 종종 분열보다 이단을 선호했다. 장로교 학자 제임스 I. 매코드 (미국 성공회 버지니아 주교, 피터 리가 인용하여 칭찬함)는 둘 사이에 구별을 두어 가르쳤다: "이단과 분열 중에서 선택해야 한다면, 항상 이단을 선택하라. 분열주의자로서 당신은 그리스도의 몸을 찢고 분열시켰다. 매번 이단을 선택하라."

## 어원
분열의 영단어 'schism'이라는 단어는 그리스어 σχίσμα에서 유래했으며, 그리스어 음역은 "schisma"로 "틈, 분열"을 의미한다.

## 불교

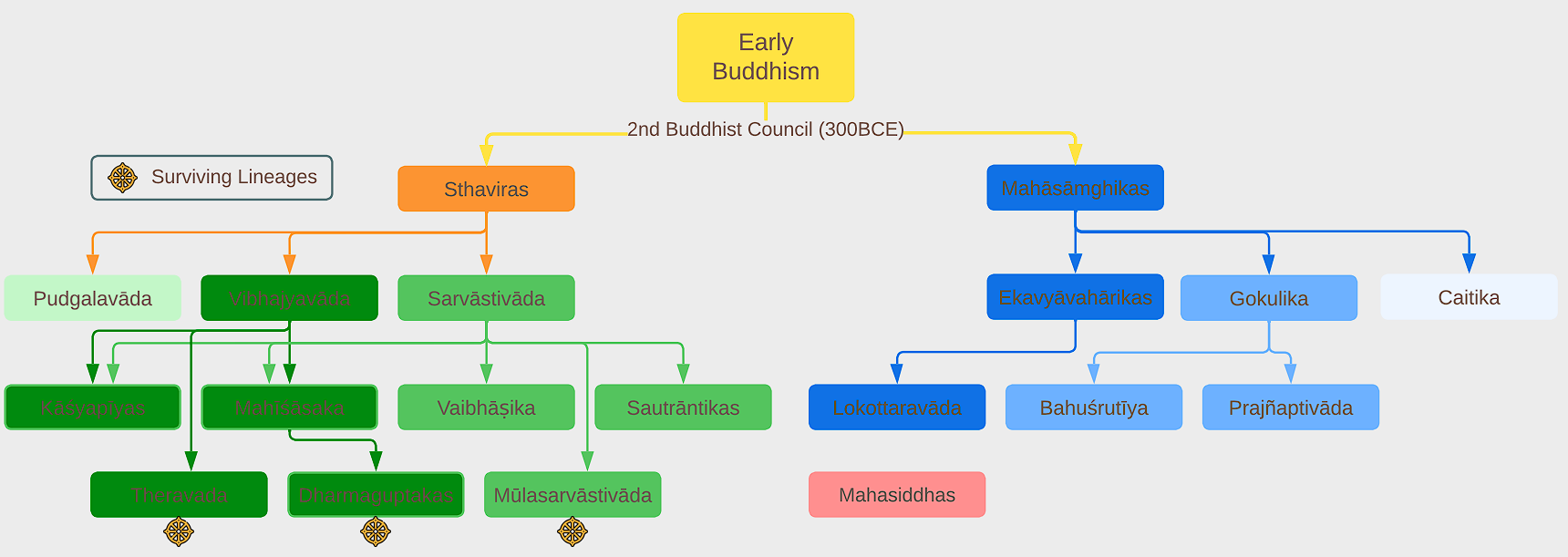
주요 불교 계보의 역사적 발전

불교에서 첫 번째 분열은 고타마 붓다의 생전에 데바닷타에 의해 일어났다. 이 분열은 짧은 기간 동안만 지속되었다. 나중에 (붓다의 죽음 이후), 부파불교가 생겨났지만, 이들은 분열주의적이지 않았고, 단지 동일한 승려 공동체에 대한 다른 해석에 초점을 맞추었다. 옛 문헌에는 18개 또는 20개의 초기 학파가 언급되어 있다. 나중에 대승불교와 바지라야나 운동이 있었는데, 이들은 기원적으로 분열주의적인 것으로 간주될 수 있다. 각 학파에는 다양한 하위 집단이 있으며, 이들은 종종 기원적으로 분열주의적이다. 예를 들어, 태국 상좌부 불교에는 두 집단(마하니카야와 탐마윳)이 있는데, 탐마윳은 부분적으로 마하니카야에서 기원했으며, 새롭고 분열주의적인 집단이다. 마하니카야와 탐마윳 모두 많은 하위 집단이 있으며, 이들은 보통 분열주의적인 기원을 가지지 않고, (지도자) 승려의 인기를 통해 자연스럽게 생겨났다. 티베트 불교는 과거에 분열을 겪었지만, 대부분은 치유되었다. 그러나 부탄을 중심으로 한 드룩파 계열은 다른 티베트 학파들과 1616년부터 분열 상태에 있는 것으로 보인다.

## 기독교
'Schism'과 'schismatic'이라는 단어는 교회, 교파 또는 종교 단체 내의 분열을 나타내는 데 사용된다. 이 맥락에서, 명사로서의 "schismatic"은 교회에서 분열을 일으키거나 조장하는 사람 또는 분립된 교회의 구성원을 의미한다. 형용사로서의 "schismatic"은 분열로 이어지거나 분열을 구성한다고 생각되는 사상과 활동, 궁극적으로는 그 단어를 사용하는 사람이 참된 기독교 교회라고 간주하는 것으로부터의 이탈을 지칭한다. 이 단어들은 기독교 집단의 분열 현상 일반과 특정 중요한 역사적 분열을 나타내는 데 사용되어 왔다.
이단과 분열주의는 구분된다. 이단은 교회가 본질적이라고 간주하는 교리를 거부하는 것이다. 분열은 교회의 권위자들과의 교제를 거부하는 것이며, 모든 교제 단절이 반드시 교리에 관한 것은 아니다. 이는 서방교회 대분열과 콘스탄티노폴리스 총대주교 바르톨로메오 1세와 아테네 대주교 크리스토둘로스 사이에 존재했던 교제가 2004년에 단절된 예에서 분명하다. 그러나 어떤 이유로든 사람들이 교제를 철회하면 두 개의 별개의 교회 단체가 생겨날 수 있으며, 그 중 하나 또는 적어도 일부 구성원들이 다른 쪽을 이단으로 비난할 수 있다.
로마 가톨릭교회 교회법에서 분열 행위는 배교 또는 이단 행위와 마찬가지로 이를 저지른 개인에게 자동으로 파문의 처벌을 가져온다. 1983년 교회법전 canon 1312 §1 1°에 명시된 바와 같이, 이 처벌은 치유를 목적으로 하여 일치 회복을 이끌기 위함이다. 로마 가톨릭 신학은 형식적 분열주의자들을 교회의 밖에 있는 것으로 간주하며, "형식적 분열주의자"란 "교회의 참된 본질을 알면서도 개인적으로 고의로 분열죄를 저지른 사람들"을 의미한다. 예를 들어, 로마 교구와 완전한 상통관계를 맺지 않은 집단에서 어린 시절부터 자랐지만 정통 신앙을 가진 사람들의 상황은 다르다. 이들은 불완전하게나마 교회와 관련되어 있다고 간주된다. 이 미묘한 관점은 특히 동방 기독교 교회, 더 나아가 동방 정교회에 적용된다. 그들은 가톨릭교회와 "완전한 상통관계"(communio in sacris)를 가지고 있지 않지만, 현저히 다른 신학적 신념을 가지고 사도 계승의 개념을 거부하는 개신교 교회 공동체보다 훨씬 더 가톨릭교회와 연결되어 있다고 간주된다 (성공회는 예외이지만, 가톨릭교회는 성공회의 성직 서품을 유효하다고 보지 않는다).
제1차 니케아 공의회 (서기 325년)는 분열과 이단을 구별했다. 이 공의회는 아리우스파와 비삼위일체파의 가르침을 이단으로 선포하고 그 추종자들을 교회에서 배제했다. 또한 알렉산드리아의 베드로 1세 교황과 리코폴리스의 멜레티우스 사이의 분열을 다루면서, 그들의 논쟁을 신앙의 문제가 아니라 징계의 문제로 간주했다.
에페소스 공의회 (서기 431년)와 칼케돈 공의회 (서기 451년)에서 절정에 달한 분열은 단순히 분열의 문제가 아니라 이단의 문제로 여겨졌다. 따라서 동방 정교회와 오리엔트 정교회는 칼케돈 신경에서 그리스도의 두 본성(인간과 신성)에 대한 오리엔트 정교회의 거부와 동방 정교회의 수용 때문에 서로를 정통이 아닌 이단으로 간주한다. 그러나 최근 이 두 집단 간의 교회 일치 논의에서는 칼케돈 문제가 이단의 문제가 아니라 분열의 문제로 분류되면서 이러한 견해에 이의가 제기되었다.
확장되고 최종적인 형태(381년 제1차 콘스탄티노폴리스 공의회에서 유래되었을 가능성이 있지만, 70년 후 칼케돈 공의회의 기록을 통해서만 알려짐)에서 흔히 니케아 신경이라고 불리는 신경은 하나의 거룩하고 보편되며 사도적인 교회에 대한 믿음을 선언한다. 이 신경을 받아들이는 일부는 서로 교제하는 하나의 교회나 교회 집단으로 연합해야 한다고 믿는다. 이 신경을 받아들이는 다른 사람들은 그것이 가시적인 조직이 아니라 기독교 신앙을 가진 모든 세례받은 사람들을 가리키며 "기독교권"으로 불린다고 믿는다. 일부 교회는 스스로를 하나의 거룩하고 보편적이며 사도적인 교회라고 간주한다. 예를 들어, 로마 가톨릭교회는 그 칭호를 주장하고 동방 정교회를 분립 상태에 있다고 간주하는 반면, 동방 정교회 또한 그 칭호를 주장하고 가톨릭교회가 분열적이라고 본다. 일부 개신교 교회는 자신들도 하나의 거룩하고 보편적이며 사도적인 교회를 대표하며 가톨릭교회와 정교회를 오류에 있다고 간주하는 반면, 다른 교회들은 지상에서 모든 기독교 교회의 연합을 기대하지 않는다. 또한 하나의 참된 교회와 대배교론을 참조하라.
개신교 집단은 (예를 들어) 로마 가톨릭교회나 동방 정교회의 강력한 전통적 권위 구조가 부족하고, 종종 정치-국가적 분립(때로는 영주의 종교가 곧 그 나라의 종교이다에서 비롯됨)로 갈라져 있으며, 매우 높은 분열성을 보인다. 이는 교회 일치 노력을 오히려 심화시킬 수 있다.
분열은 특히 재세례파 사이에서 빈번하게 발생하여, 교리와 신학의 미세한 부분에 대한 분립이 흔하며 학자들은 이 현상을 Täuferkrankheit 또는 "재세례파 질병"이라고 불렀다. 교회에서의 완전한 자발적 회원 자격을 강조하고, 확립된 계층적 권위 구조가 없는 재세례파, 특히 메노파는 수십 차례의 분열을 겪었고, 그 결과 수십 개의 다양한 비연합 메노나이트 교회가 설립되었다.
세계성공회동체에 인정된 분열 위험이 있는 현재의 논쟁은 동성애에 대한 대응과 관련되어 있다.
2018년 동방정교는 동방정교의 수위 교구인 콘스탄티노폴리스 세계 총대주교청과 러시아 정교회 사이에 2018년 모스크바-콘스탄티노폴리스 분립을 겪었다. 이는 콘스탄티노폴리스가 우크라이나 정교회에 독립 교회 지위를 부여하는 문제 때문이었다.

## 힌두교
스린게리 마타는 '퉁가 스린게리 마타'라고도 불리며, 16세기 동안 쿠들리 스린게리 마타와의 분열 이후 퉁가 마타가 명성을 얻게 되었다.
칸치 마타는 원래 1821년 탄자부르의 마라타 왕 세르포지 2세 본슬레에 의해 주류 스마르타파 종파의 네 주요 샨카라차리아 마타 중 하나인 스린게리 마트의 분파로 쿰바코남 무트라는 이름으로 설립되었다. 탄자부르와 마이소르의 워데야르가 서로 전쟁을 벌였을 때 분립적인 기관이 되었다. 1839년에 쿰바코남 무트가 아르콧의 영국 징세관에게 칸치푸람의 카마크시 사원에서 "쿰바비스헤캄"을 수행할 허가를 신청했다는 기록이 있다.
1842년, 캘커타 포트 윌리엄에 본부를 둔 영국 동인도 회사는 무트의 우두머리를 카마크시 사원의 유일한 관리인으로 임명했다. 카마크시 사원의 전통 사제들의 항의는 잘 문서화되어 보존되어 있다. 덧붙여 말하면, 포트 윌리엄은 또한 인도의 첫 번째 프리메이슨 롯지였다. 그 이후로 마트는 영국 라지와 우호적인 관계를 유지했지만, 스린게리의 본 마트는 식민지 세력과 사이가 틀어졌다.
따라서 칸치 무트는 기껏해야 1844년에 기원했다고 주장할 수 있다.

## 이슬람
이슬람 예언자 무함마드 사후, 사상 학파, 전통 및 관련 신앙을 통해 많은 이슬람 종파가 생겨났다. 하디스 보고(무함마드의 삶과 가르침에 대한 기록 모음)에 따르면, 무함마드는 "나의 움마(공동체 또는 국가)는 73개의 종파로 나뉨에 틀림없고, 그들 모두는 지옥 불에 들어갈 것이며 오직 한 종파만 제외된다"고 예언했다고 전해진다. 그의 사하바(동료들)가 어떤 집단이냐고 묻자, 그는 "그것은 나와 나의 동료들이 속한 집단이다"라고 대답했다(수난 알-티르미디 하디스 171호에 보고됨).
종종 아흘 알순나 왈자마아 또는 아흘 알순나로 불리는 수니파 이슬람은 이슬람의 가장 큰 교파이다. 수니파라는 단어는 순나에서 유래했으며, 이는 이슬람 예언자 무함마드의 가르침과 행동 또는 모범을 의미한다. 따라서 수니파는 무함마드의 순나를 따르거나 유지하는 사람들을 지칭한다. 수니파는 무함마드가 움마(무슬림 공동체)를 이끌 후계자를 지명하지 않고 죽었다고 믿는다. 처음 혼란스러운 기간을 거쳐, 그의 가장 저명한 동료들이 모여 무함마드의 친한 친구이자 장인인 아부 바크르 알시디크를 첫 번째 칼리파로 선출했다. 수니파는 처음 네 명의 칼리파인 아부 바크르 알시디크, 우마르 이븐 알카타브(우마르 이븐 알카타브), 우트만 이븐 아판, 그리고 알리(알리 이븐 아비 탈리브)를 알쿨라파우르라시둔 또는 "정통 칼리파"(바르게 인도된 칼리파)로 간주한다. 수니파는 칼리파의 직위는 민주적으로 선택될 수 있지만, 처음 네 명의 정통 칼리파 이후에는 직위가 세습 왕조적 통치로 변했다고 믿는다. 오스만 제국의 1923년 멸망 이후로는 널리 인정받는 다른 칼리파가 없었다.
시아파는 이슬람의 두 번째로 큰 교파이다. 시아파 무슬림은 예언자 임명과 유사하게 무함마드 이후의 이맘 또한 신에 의해 선택된다고 믿는다. 시아파에 따르면, 알리는 알라에 의해 선택되었고 따라서 무함마드에 의해 무슬림 공동체의 직접적인 후계자이자 지도자로 임명되었다. 그들은 그를 첫 번째 시아 이맘으로 간주하며, 이는 파티마와 알리의 후손들을 통해 세습적인 직위로 이어졌다.
수피파는 시아파와 수니파 무슬림 모두가 수행하는 신비주의-금욕주의 이슬람 형태이다. 일부 수피 추종자들은 스스로를 수니파 또는 시아파로 간주하는 반면, 다른 이들은 스스로를 단지 수피 또는 수피의 영향을 받은 자로 간주한다. 수피즘은 일반적으로 정통 이슬람의 보완적인 것으로 간주되지만, 수피즘은 종종 살라프파에 의해 정당화되지 않은 비다 또는 종교적 혁신으로 비난받아왔다. 종교의 더 영적인 측면에 집중함으로써, 수피들은 훈련을 통해 사용해야 하는 "직관적이고 감정적인 능력"을 사용하여 신의 직접적인 경험을 얻으려고 노력한다. 샤리아(이슬람 율법), 즉 이슬람의 외적인 또는 세속적인 실천에서 시작하여, 타리카(수피 교단)의 신비적(비밀적인) 길로 입문한다.
카리지파는 (lit. '탈퇴한 자들') 다양한 이슬람 종파를 포괄하는 일반적인 용어로, 원래 알리의 칼리파 지위를 지지했지만, 7세기 이슬람 내전(제1차 피트나) 동안 그가 무아위야와 협상한 후 그의 정당성을 결국 거부했다. 그들의 불만은 이맘이 영적으로 순수해야 한다는 것이었는데, 알리가 무아위야와 타협한 것은 그의 영적 순수성을 타협한 것이며 따라서 이맘 또는 칼리파로서의 정당성을 타협한 것이었다. 남아있는 카리지파 또는 카리지파 관련 집단은 거의 없지만, 이 용어는 때때로 의견이 다른 사람들과 타협하기를 거부하는 무슬림을 지칭하는 데 사용된다.
날짜:
- 시아파와 수니파의 분열, 서기 632/680년대
- 카리지파의 분열, 7세기 후반
- 무타질라파의 분열, 8세기
- 미흐나의 분열, 서기 833년경
- 지크리의 분열, 서기 1500년경
- 아흐마드파의 분열, 19세기
- 미국 무어 과학 사원, 서기 1913년경
- 네이션 오브 이슬람, 서기 1930년경
- 유나이티드 서브미터스 인터내셔널, 서기 20세기 중반경

## 자이나교

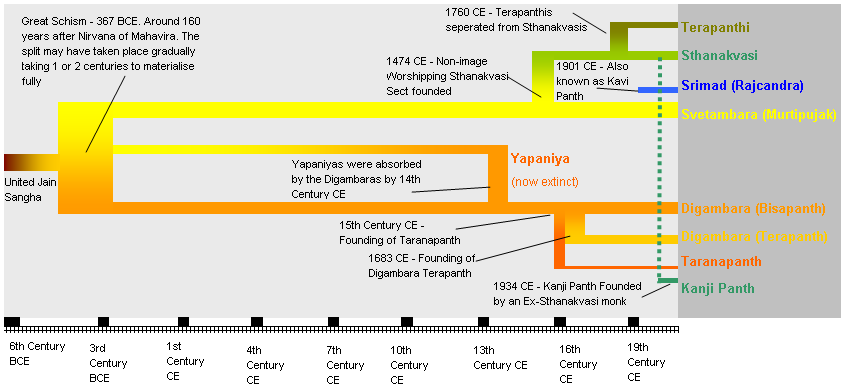
자이나교의 분열을 시간대와 함께 도표로 보여주는 그림

자이나교의 첫 번째 분열은 기원전 4세기경에 발생하여 두 개의 주요 종파인 공의파와 백의파가 생겨났고, 이들은 나중에 다시 여러 하위 종파로 나뉘었다.

## 유대교
주요 유대교 종파는 정통파 유대교와 비정통파인 개혁, 보수, 그리고 재건주의이다.
초기 유대교 역사에서 유대교와 사마리아교는 바빌론 유수 (기원전 6세기) 동안의 분립의 산물이었다. 유대교 내의 분열에는 기독교와 만다야교의 출현이 포함되었다.
날짜:
- 사마리아교, 기원전 586년
- 만다야교, 서기 1세기경[20][21]
- 기독교, 서기 1세기경
- 개혁파 유대교, 1810년
- 보수파 유대교, 1886년

## 같이 보기
- 하나의 참된 교회
- 이교 (기독교) 목록
- 분리독립
- 구파와 신파

## 참고 문헌
- Clarke, Peter; Beyer, Peter (2009), 《The World's Religions: Continuities and Transformations》, 라우틀리지, ISBN 978-0-203-87212-3